# Dankmar Adler
Pour les articles homonymes, voir Adler.
Dankmar Adler (3 juillet 1844 à Stadtlengsfeld, Grand-duché de Saxe-Weimar-Eisenach – 16 avril 1900 à Chicago, États-Unis) est un architecte américain d'origine allemande. Il fut un pionnier, dans les années 1890, de la technique de construction des gratte-ciel grâce à une armature métallique et un spécialiste de l'acoustique des bâtiments. Il fut une figure marquante de l'École de Chicago, un mouvement d'architecture et d'urbanisme de la fin du XIXe siècle.

## Jeunesse et études
Il est le fils d'un instituteur, Liebman Adler, sa mère meurt en le mettant au monde. En 1854, Liebman Adler part s'installer à Détroit avec son fils et devient rabbin de la  congrégation Beth El (en). Dankmar fait des études primaires et secondaires puis un apprentissage chez un architecte de la ville. Après la nomination de son père comme rabbin de la synagogue Kehilath Anshe Ma'ariv de Chicago en mai 1861, ils s'installent tous deux dans cette ville. Dankmar y recherche un emploi d'architecte, mais comme la Guerre de Sécession vient d'éclater, il s'engage dans l'armée et rejoint le 1st Regiment, of the Illinois Light Artillery, avec lequel il participe à de nombreuses batailles de 1862 à 1864. Lors de sa dernière année de guerre, il est nommé dessinateur dans le service des ingénieurs de la Division du Tennessee. Après sa démobilisation, il retourne à Chicago.

## Carrière
Il travaille pour plusieurs architectes de Chicago entre 1865 et 1871, avant de s'associer à Edward Burling (en). Quelques mois après le début de leur association éclate le Grand incendie de Chicago. La reconstruction de la cité amène à leur bureau d'architectes une énorme masse de travail.
En 1879, Adler décide de rompre son association et de fonder son propre bureau. Il engage alors Louis Sullivan, qui deviendra plus tard son associé dans la Adler & Sullivan. Ils dessineront et bâtiront ensemble plus de cent bâtiments et formeront dans leur bureau le fameux architecte, Frank Lloyd Wright. Adler meurt à Chicago, à l'âge de 55 ans, le 16 avril 1900.

## Quelques-unes de ses réalisations
- 1881: Le Jewelers' Building à Chicago.
- 1887: Le Dexter Building à Chicago.
- 1890: La Kehilath Anshe Ma'ariv Synagogue à Chicago.
- 1891: Le Wainwright Building à Saint-Louis, Missouri.
- 1894:
  - Le Guaranty Building à Buffalo.
  - Le Chicago Stock Exchange Building.
- 1889 : L'Auditorium Building à Chicago.

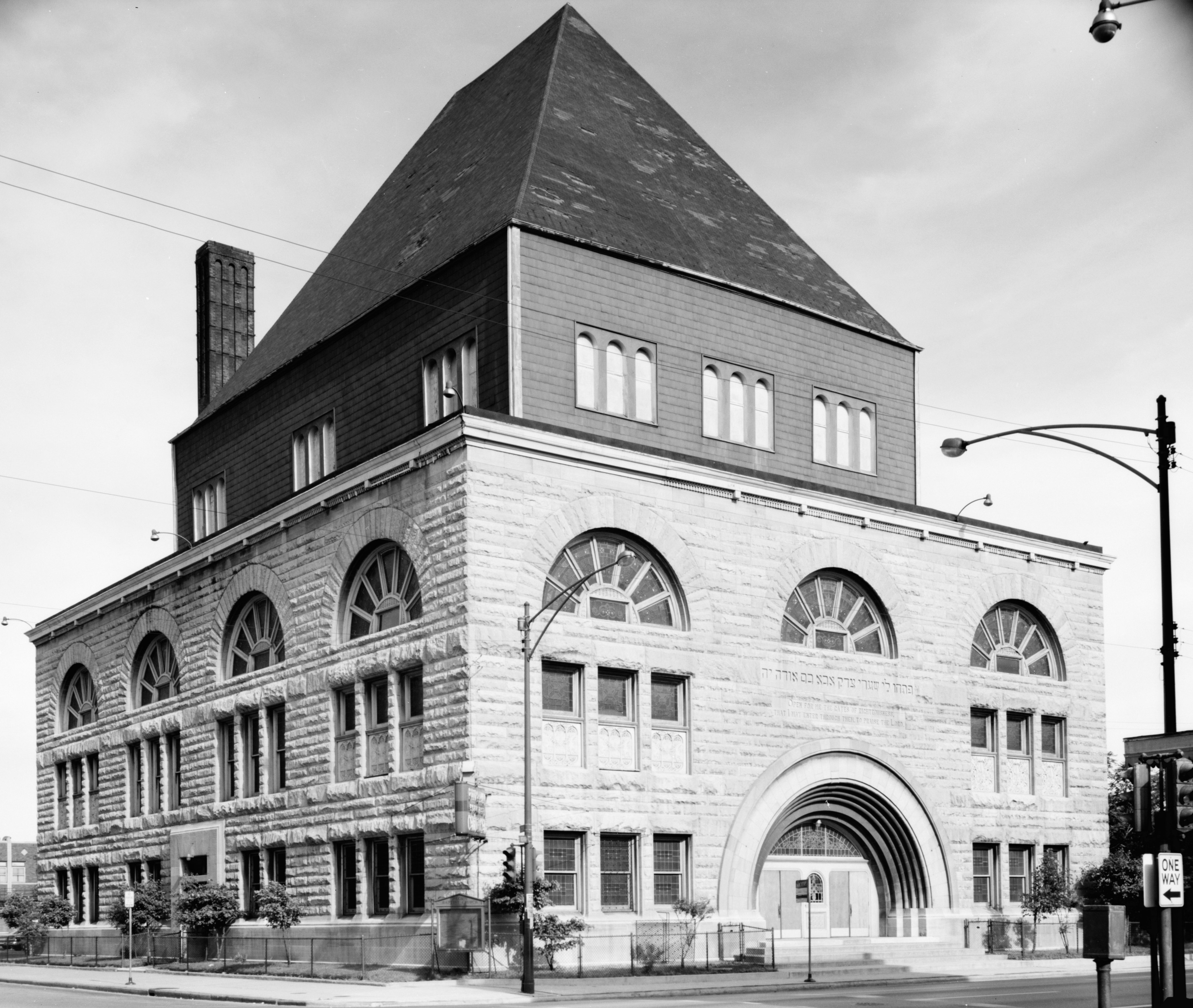
Kehilath Anshe Ma'ariv Synagogue à Chicago
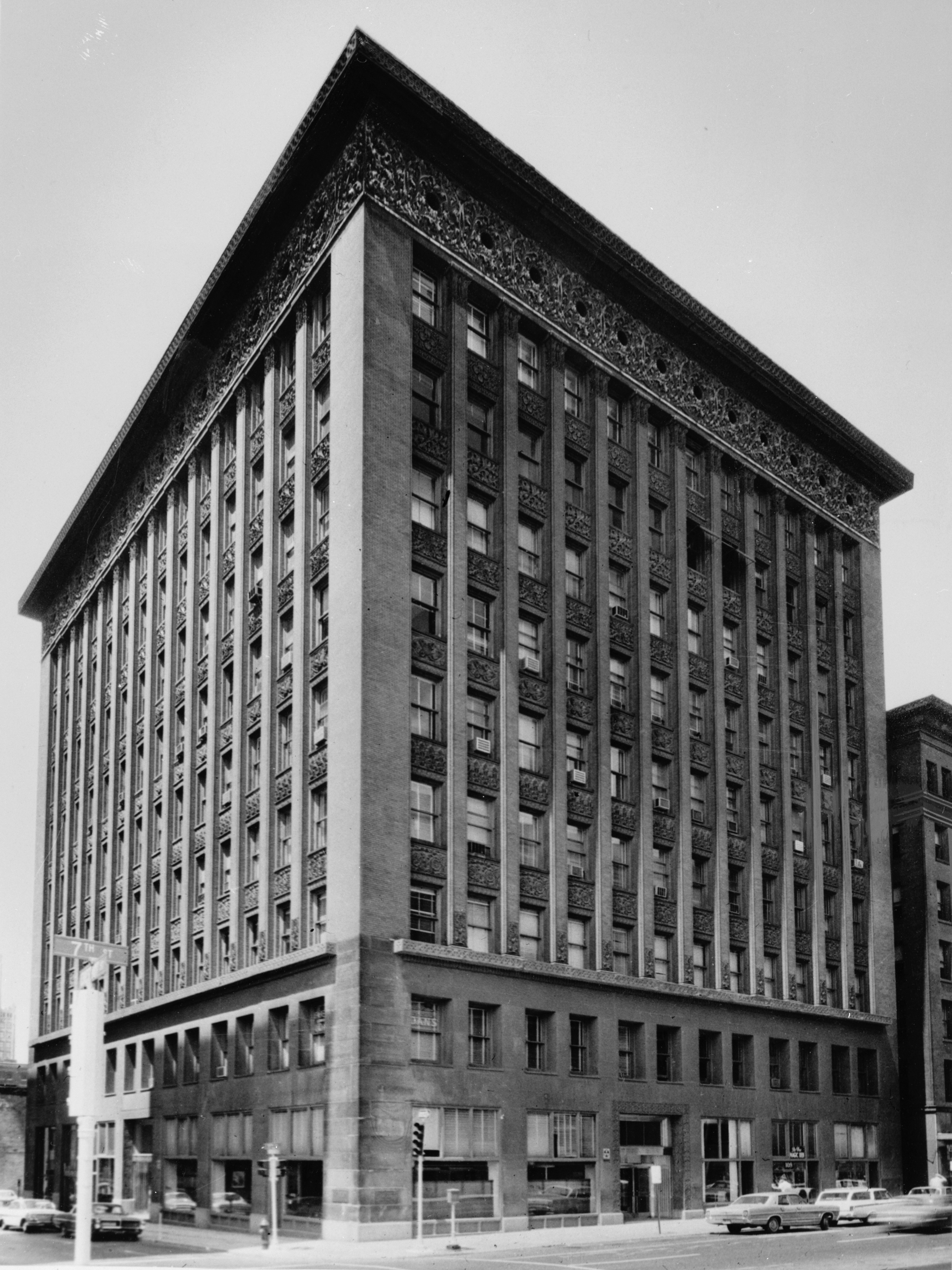
Wainwright Building à Saint-Louis, Missouri
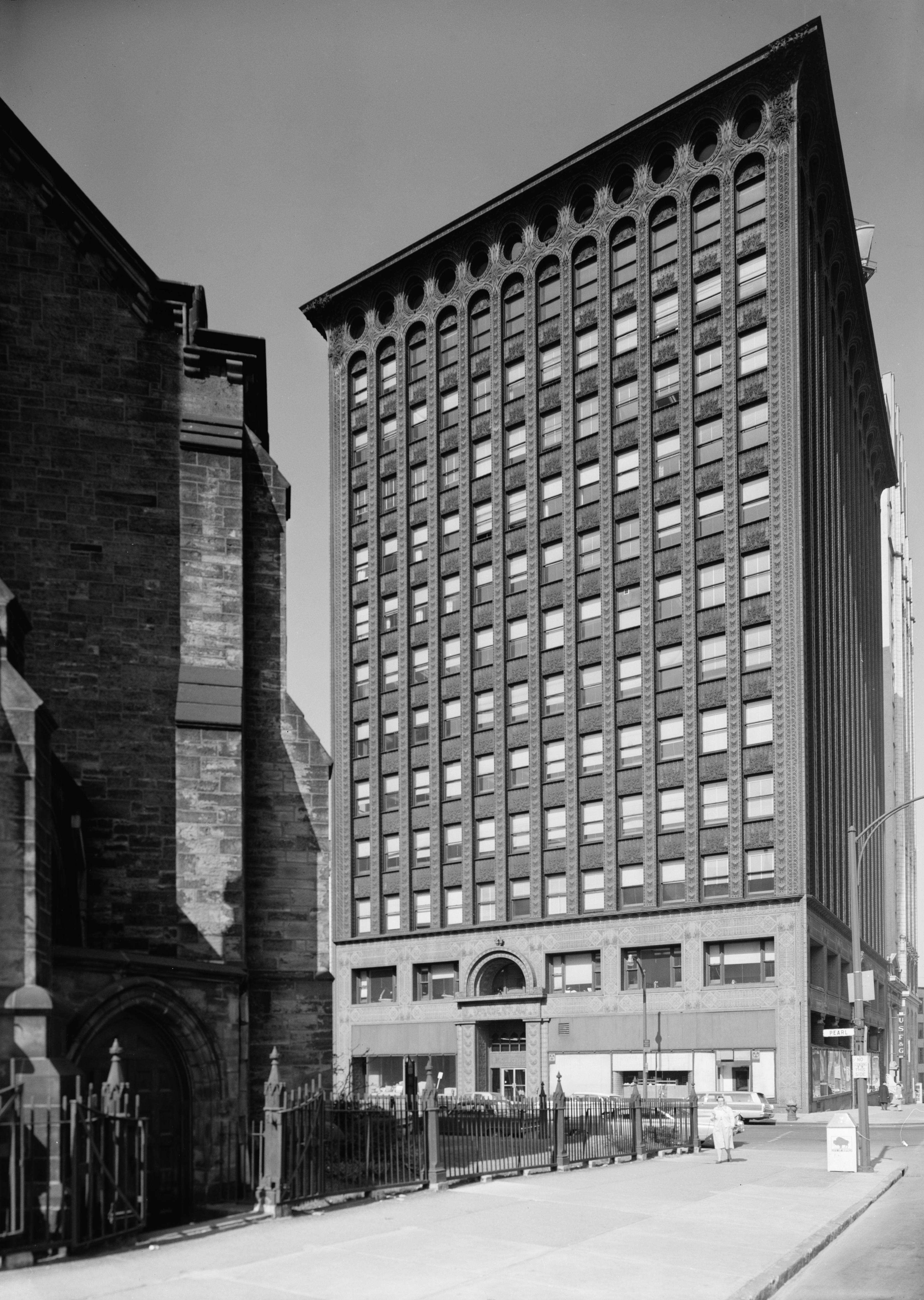
Guaranty Building à Buffalo
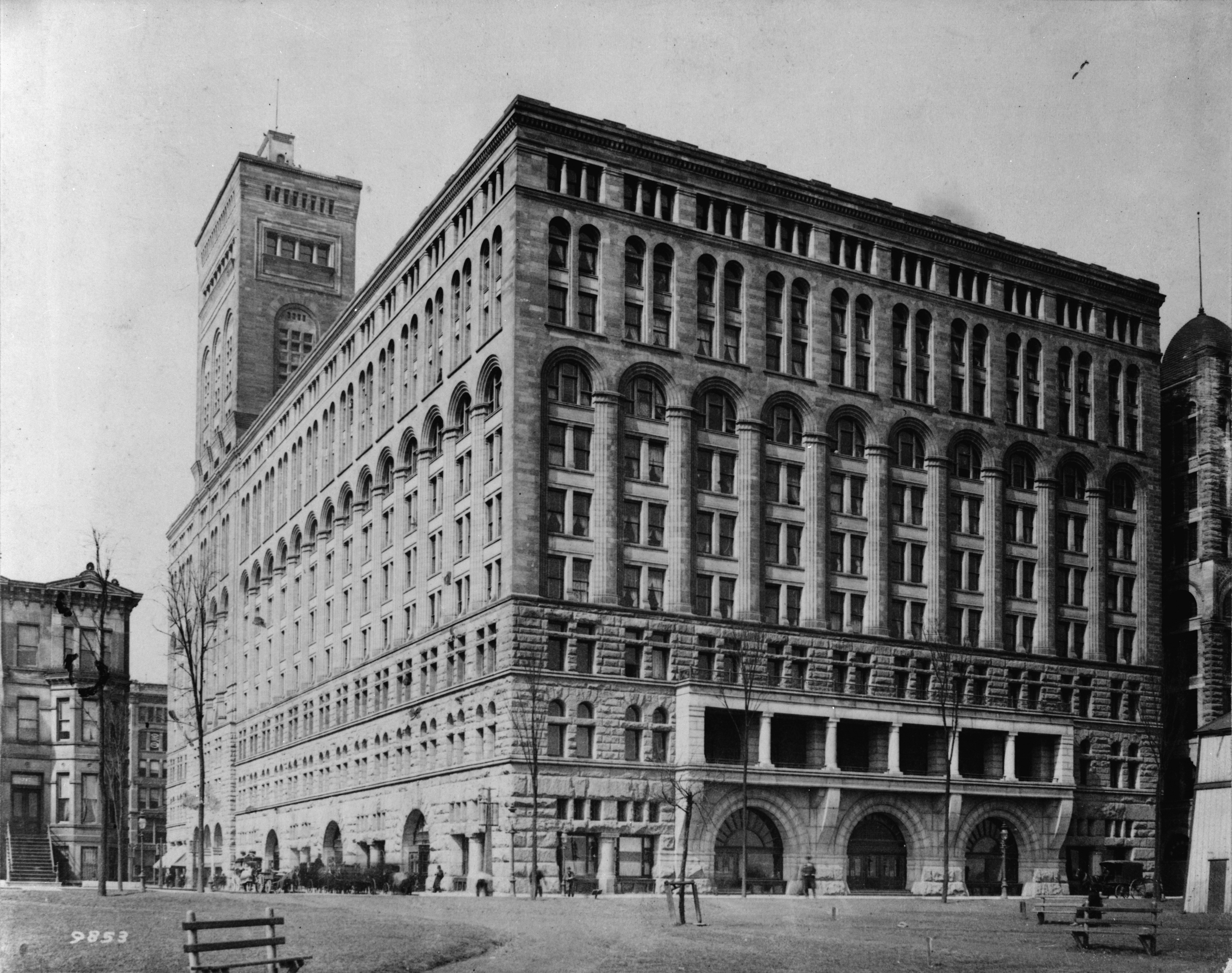
Auditorium Building à Chicago

## Sources
- (en) Seymour Brody et Art Seiden, Jewish heroes & heroines of America : 150 true stories of American Jewish heroism, Hollywood, Fla. : Lifetime Books, 1996.  (ISBN 9780811908238)
- Alexandre Du Bois et Élie Brault, Les architectes par leurs œuvres : ouvrage rédigé sur les manuscrits de Al. Du Bois (de l'École Polytechnique) architecte du gouvernement, Paris, H. Laurens, 1893, 1re éd., 3 tomes (OCLC 3711581)